# Chalenata quella
Chalenata quella là một loài bướm đêm trong họ Noctuidae.